# Мухтар (село)
Мухта́р (каз. Мұқтар) — село у складі Шетського району Карагандинської області Казахстану. Входить до складу Бурминського сільського округу.
Населення — 172 особи (2021; 252 у 2009, 364 у 1999, 403 у 1989).
Національний склад станом на 1989 рік:
- казахи — 35 %;
- росіяни — 33 %.